# 미쓰비시 그룹
미쓰비시 그룹(일본어: 三菱グループ, 영어: Mitsubishi Group, 문화어: 미쯔비시 그루빠)은 1870년에 창립된 복합기업이다. 제2차 세계 대전 종전 후 해체된 "미쓰비시 재벌"의 계보에 있는 기업들을 중심으로 활동 중으로, 미쓰비시UFJ은행과 미쓰비시상사, 미쓰비시 중공업의 3사가 미쓰비시 그룹의 핵심 기업이다. 재벌의 연장선상에 있는 기업 연합 중 가장 결속력이 강하다는 의미에서 ‘조직의 미쓰비시’라고도 불린다.
미쓰이 그룹, 스미토모 그룹과 함께 일본의 3대 재벌 그룹이다.

## 논란

### 일본 극우 기업 논란
미쓰비시는 대표적인 일본의 극우 기업이며, 제2차 세계 대전 때 군수기업으로 성장했었는데 강제 연행한 조선인의 노동력을 사용했었다. 현재도 극우단체와 정치가를 후원하는 것으로 알려져 있다. 일본의 극우 언론 《산케이 신문》과 함께, 일본의 대표적인 극우 성향 왜곡 교과서 '제국주의 역사 교과서를 만드는 모임'을 후원하고 있다.

### 강제징용 논란
미쓰비시는 일제시대 당시 조선인들을 강제 징용하여 일하게 했는데, 하시마섬 등에서 비인간적인 대우와 급여 체불을 일삼았으며 당시 미쓰비시가 주로 생산했던 제품은 가미카제 폭격을 하기 위한 제로센 전투기, 일본군의 잠수함을 비롯한 군용 장비와 군수품이었다. 강제징용 피해자가 미쓰비시를 상대로 손해배상 청구소송을 제기하였으며 이에 일본인들로 구성된 인권단체가 가담하여 미쓰비시와 법정싸움을 하였다.
피해자들이 일본에서 미쓰비시를 상대로 제기한 소송은 일본이 한반도와 한국인에 대한 식민지배가 합법적이라는 규범적 인식을 전제로 하여 일제의 '국가총동원법'과 '국민징용령'을 한반도 및 피해자들에게 적용하는 것이 유효하다고 판단하여 일본 판결로 패소 확정되었다.
피해자들이 한국에서 미쓰비시를 상대로 제기한 불법행위를 이유로 한 손해배상소송은 일부승소하였다. 대법원은 원고들의 손해배상청구권은 일본 정부의 한반도에 대한 불법적인 식민지배 및 침략전쟁의 수행과 직결된 일본 기업의 반인도적인 불법행위를 원인으로 하는 강제동원 피해자의 일본 기업에 대한 위자료 청구권이라는 전제에서 이러한 위자료청구권은 청구권협정의 적용대상에 포함되었다고 볼 수 없다고 판단하였다. 또한 구 미쓰비시가 일본법에 따라 해산되는 등의 절차를 거쳤다고 하더라도, 원고들은 구미쓰비시에 대한 이 사건 청구권을 현미쓰비시에 대하여도 행사할 수 있다고 판단하였다.

### 강제 징용 사과 논란
미쓰비시는 제2차 대전 당시 강제 노동에 징용됐던 미국을 포함한 다른나라의 포로와 가족들에게만 정식으로 사과를 하고 한국에만 강제징용을 했던 피해자들에게는 단 한마디에 사과를 하지 않고 오히려 법원에 상고장을 내는등의 행위를 하고 있다.

### 종교단체와의 유착 논란
미쓰비시는 일본 신흥 종교 단체인 창가학회와의 유착 의혹을 사고 있다. 창가학회의 주거래 은행이 미쓰비시도쿄UFJ은행이라는 소문이 특히 유명하다.

## 미쓰비시 계열사
미쓰비시 연필은 미쓰비시 재벌과 무관하다.

### 핵심 계열사
- 미쓰비시UFJ은행 (MUFG Bank)
- 미쓰비시상사 (Mitsubishi Corporation)
- 미쓰비시중공업 (Mitsubishi Heavy Industries)
- AGC주식회사 AGC Inc.
- 기린맥주 (Kirin Company)
- 메이지 야스다 생명보험 (Meiji Yasuda Life)
- 미쓰비시 케미컬 홀딩스 (Mitsubishi Chemical Holdings)
- 미쓰비시전기 (Mitsubishi Electric)
- 미쓰비시지쇼 Mitsubishi Estate
- 미쓰비시 머터리얼 Mitsubishi Materials
- 미쓰비시UFJ신탁은행 Mitsubishi UFJ Trust and Banking Corporation
- 일본우선 (NYK Line: Nippon Yusen Kabushiki Kaisha)
- 도쿄 해상 홀딩스 (Tokio Marine Nichido)

### 기타 계열사
- 에네오스 홀딩스 (ENEOS Holdings)
- 미쓰비시 후소 트럭・버스 (Mitsubishi FUSO Truck & Bus Corp.)
- 미쓰비시로지스틱스 (Mitsubishi Logistics)
- 미쓰비시 자동차 공업 Mitsubishi Motors
- 미쓰비시 제지 (Mitsubishi Paper Mills)
- 미쓰비시 종합 연구소 (Mitsubishi Research Institute)
- 미쓰비시 제강 (Mitsubishi Steel Manufacturing)
- 미츠비시 UFJ 증권 (Mitsubishi UFJ Securities)
- 니콘 (Nikon)
- 미쓰비시 UBE 시멘트 (Mitsubishi UBE Cement Corporation)
- 로손 (Lawson)

## 참조문헌
1. ↑  “미쓰비시자동차 광주판매 안 돼!”. 광주일보. 2009년 10월 5일.
2. ↑  “미쓰비시 징용피해자, 日서 삼보일배 시위”. 연합뉴스. 2010년 6월 23일.
3. ↑  “"65년 전 나는 지옥을 봤다"”. 오마이뉴스. 2010년 7월 13일.
4. ↑  “中징용피해자, 日미쓰비시에 배상 요구”. 연합뉴스. 2011년 5월 7일.
5. ↑  대법원 2018. 11. 29. 선고 2013다67587 판결.
6. ↑  “미쓰비시 미국에는 사과... 한국에는 상고장”. YTN. 2015년 7월 21일.
7. ↑  “日미쓰비시 "다른나라 징용자에도 사과"…한국은 언급없어”. 연합뉴스. 2015년 7월 22일.

## 같이 보기
- 이와사키 야타로 - 미쓰비시 그룹(구 미쓰비시 상회) 창업자
- 미쓰비시 ATD-X(신신, 心神)
- 우라와 레드 다이아몬즈
- 세이케이 대학